# 사사키와 피짱
사사키와 피짱(佐々木とピ-ちゃん, Sasaki to Pii-chan, Sasaki and Peeps)는 분콜롤리(Buncololi)가 집필하고 Kantoku가 그림을 그린 일본의 라이트 노벨 시리즈이다. 이 시리즈는 원래 2018년 12월 소설 게시 웹사이트 카쿠요무(Kakuyomu) 및 소설가가 되자에서 웹 소설로 연재를 시작했으며, 2021년 1월 미디어팩토리의 MF문고 J 각인으로 출판을 시작했다. 2024년 1월 기준 8권이 발매되었다. 오쇼 프레지가 그린 만화 각색은 2021년 1월부터 카도카와 쇼텐의 소년 에이스 플러스 온라인 매거진에서 연재를 시작했으며, 2023년 8월 현재 단행본 3권으로 편찬되었다. 옌 프레스에 의해 영어로 라이서스가 부여되었다. SILVER LINK.가 제작한 애니메이션 TV 시리즈는 2024년 1월부터 3월까지 방영되었다. 시즌2가 발표되었다.